# زيوة (غرمي)
زيوة (بالإنجليزية: Ziveh, Germi)‏ هي قرية تقع في أردبيل في إيران. يقدر عدد سكانها بـ 1,130 نسمة .